# San Francisco Gotera
San Francisco Gotera is een stad en gemeente in El Salvador. Het is de hoofdplaats van het departement Morazán.
San Francisco Gotera telt 27.000 inwoners.

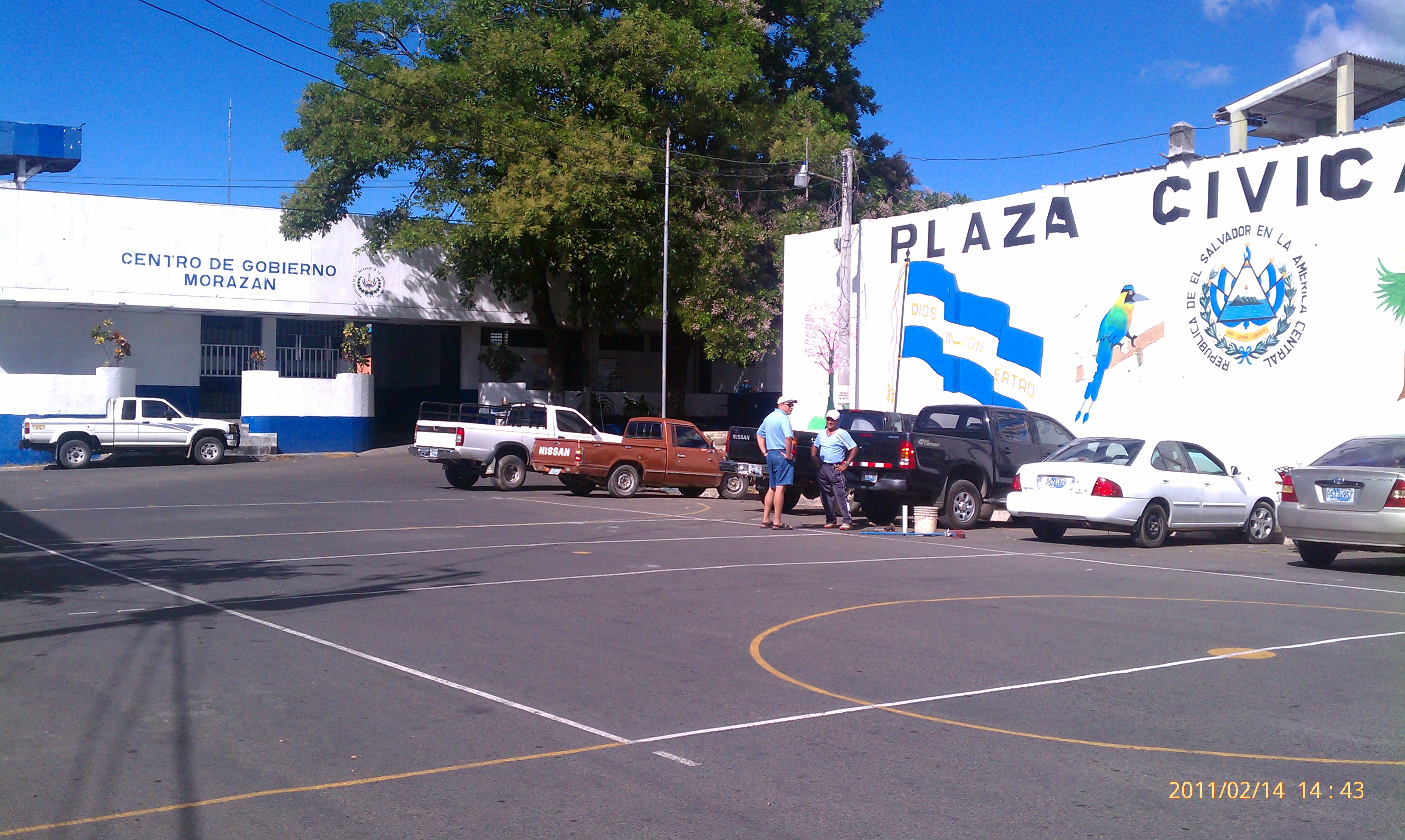
Plaza civica